# Carinurella paradoxa
Carinurella paradoxa је животињска врста класе Crustacea која припада реду Amphipoda. 

## Угроженост
Ова врста се сматра рањивом у погледу угрожености врсте од изумирања.

## Распрострањење
Врста има станиште у Италији и Словенији.

## Станиште
Станиште врсте су слатководна подручја. 